# Curiositat

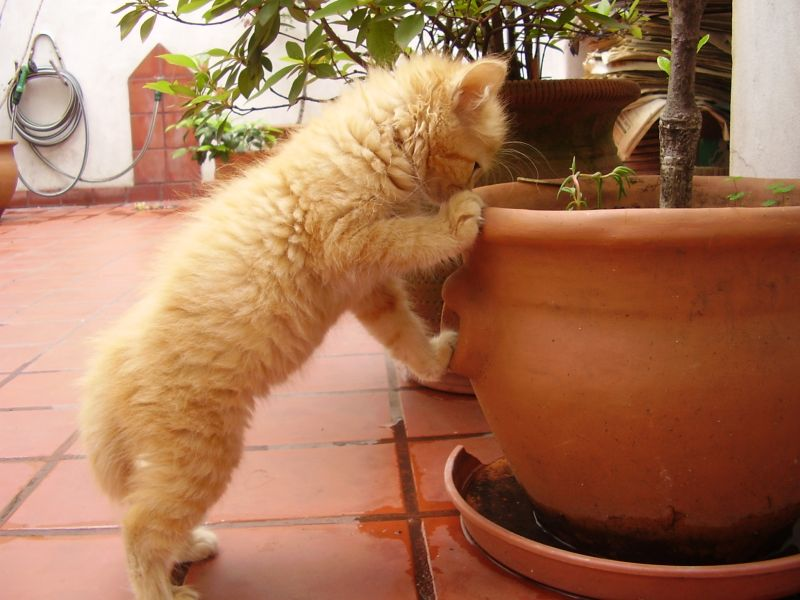
Un cadell de gat encuriosit

La curiositat és qualsevol comportament inquisitiu natural, evident per l'observació en moltes espècies animals, i és l'aspecte emocional en éssers vius que engendra l'exploració, la investigació, i l'aprenentatge.

## Definició
Essencialment, la "curiositat" és un terme que descriu un nombre desconegut de mecanismes psicològics del comportament que tenen l'efecte d'impulsar als éssers a buscar la informació i la interacció amb el seu ambient natural i amb altres éssers en el seu veïnatge.

### Causes
La curiositat és sobretot un instint natural; la curiositat confereix un avantatge de la supervivència a certes espècies, i es pot trobar en els seus genomes.

### A qui afecta la curiositat
La curiositat és comuna als éssers humans en totes les edats, de la infància a la vellesa, i és fàcil d'observar en moltes altres espècies animals. Aquestes inclouen micos, gats, peixos, rèptils, i insectes; així com molts altres. Molts aspectes de l'exploració són compartits entre tots els éssers, com les espècies terrestres que comparteixen similars aspectes: grandària limitada i una necessitat de buscar fonts d'aliment. La curiositat forta és la motivació principal de científics famosos. De fet, és principalment la curiositat la qual fa a un ésser humà expert en cert camp del coneixement.

### Curiositat abstracta
Encara que els éssers humans de vegades són considerats particularment molt curiosos, de vegades semblen perdre la obviedad quan són comparats amb altres animals. El que sembla succeir és aquesta curiositat humana combinada amb la capacitat de pensar d'una manera abstracta, conduir al mimesis, a la fantasia i a la imaginació, eventualment conduint a una manera especialment humana del pensament ("raó humana"), que és abstracte i conscient.

### Curiositat mòrbida
Una curiositat mòrbida és una obligació, fixada amb l'entusiasme i la por, per a saber sobre assumptes macabres, tals com la mort i la violència horrible (vegeu també: snuff movies). En una forma més suau, no obstant això, es pot entendre com una forma catàrtica de comportament o com una mica instintiu dintre dels éssers humans. Segons Aristòtil, en el seu "Poètica" fins i tot gaudim el contemplar de les imatges més exactes de les coses que vesteixis ens és dolorosa. (Aquest aspecte de la nostra naturalesa es refereix sovint com "la síndrome de l'accident de trànsit" o "síndrome de Trainwreck", derivat de la inhabilitat notòria dels vianants de no fer cas de tals accidents.)

## La curiositat a la cultura
Moltes figures històriques famoses van ser afectades fortament per la curiositat, per a explorar i per a conquistar, per exemple, Cristòfor Colom, Vasco Núñez de Balboa, Fernando de Magallanes, Francisco Vázquez de Coronado, sir Francis Drake, etc. només per anomenar-ne alguns.
Per contra, moltes històries populars alerten dels possibles riscos de voler saber massa, el conte de Barbablava n'és un bon exemple. L'expulsió del Paradís terrenal, segons la Bíblia, va esdevenir-se justament per voler menjar de l'arbre del coneixement, desafiant així la prohibició divina, en un cas d'hibris barrejat amb inconsciència. També a la Bíblia la dona de Lot mor després de mirar enrere per veure el destí de les ciutats destruïdes, en una història que s'inspira en el mite d'Orfeu i Eurídice. La Pandora que amb la seva capsa porta els mals al món també sucumbeix a la curiositat excessiva.